# Anolis longitibialis
Anolis longitibialis är en ödleart som beskrevs av  Noble 1923. Anolis longitibialis ingår i släktet anolisar, och familjen Polychrotidae.

## Underarter
Arten delas in i följande underarter:
- A. l. longitibialis
- A. l. specuum